# Valloriate
Valloriate (piemontiul: Valàuria, okcitánul: Valàouria) település Olaszországban, Piemont régióban, Cuneo megyében. Lakosainak száma 96 fő (2023. január 1.). Valloriate Demonte, Gaiola, Moiola, Monterosso Grana és Rittana községekkel határos.

## Népesség
A település lakossága az elmúlt években az alábbi módon változott:
| Lakosok száma | 112  | 110  | 96   |
|               | 2017 | 2018 | 2023 |